# Christiaan Alexander Muller
Christiaan Alexander (Lex) Muller (Alkmaar, 18 april 1923 – Delden, 8 augustus 2004) was een Nederlands radio-ingenieur die radioastronoom werd. Muller was van 1959 tot 1972 buitengewoon hoogleraar aan de Rijksuniversiteit Leiden (met als leeropdracht Techniek van de microgolven en hun toepassing in de sterrenkunde, natuurkunde en scheikunde) en van 1971 tot 1984 hoogleraar microgolftechnieken aan de Technische Hogeschool Twente.

## Radioscoop
Alexander Muller verbouwde een Würzburg radar om tot radiotelescoop.
Daarna heeft Muller de radiotelescoop in Dwingeloo ontworpen, die in 1956 de grootste radiotelescoop ter wereld was. Deze telescoop wordt sinds 1998 niet meer voor wetenschappelijk onderzoek gebruikt, maar is wel via de Top 100 Nederlandse monumenten 1940-1958 in 2009 aangewezen als Rijksmonument. De installatie wordt tegenwoordig beheerd door de Stichting CAMRAS (C.A. Muller Radio Astronomie Station).